# 荒地の恋
『荒地の恋』（あれちのこい）は、ねじめ正一の恋愛小説である。
文藝春秋発行の『オール讀物』に、2003年2月号から2007年1月号まで不定期に掲載された。2007年9月27日に単行本、2010年7月9日に文春文庫版が発売された。2008年に第3回中央公論文芸賞を受賞。2016年、WOWOWでテレビドラマ化された。
詩誌『荒地』のメンバーであった詩人の北村太郎が、同じく詩誌『荒地』のメンバーであった詩人の田村隆一の妻・和子（彫刻家・高田博厚の娘）との恋愛関係を巡ってトラブルになった件が物語のモチーフになっている。

## あらすじ
戦争の爪痕が色濃く残る1947（昭和22）年、詩誌『荒地』創刊のために、北村太郎、田村隆一、そして鮎川信夫が集まった。
それから29年後の1976（昭和51）年、北村は新聞社の校閲部で働きながら、細々と詩作を続けていた。妻の治子、娘の優有子、息子の尚と共に、平凡だけれどもとても幸せな生活を送っていた。しかし、そんな北村に大きな転機が訪れる。友人である田村の妻・明子と頻繁に会うようになり、恋をしてしまったのだ。明子に対する感情を抑えきれなくなった北村は仕事も家庭も全て捨てて、同じように家を出た明子と共に暮らすようになる。明子との暮らしの中で、これまで寡作だった北村は多くの詩を生み出していく。

## 登場人物
本書では漢字にルビが振られていないため、登場人物名の読みがなは不明。
北村太郎
詩人。29年前、田村隆一、鮎川信夫らとともに詩誌『荒地』を刊行する。53歳になった現在は朝日新聞社の校閲部に勤めながら、細々と詩作を続けている。猫が好き。
田村明子
北村の友人である田村隆一の妻。夫である隆一の態度に辟易し、頻繁に夫の友人である北村と接触を持つようになる。
鮎川信夫
詩人。北村の親友であり、詩誌『荒地』のメンバー。北村の詩を厳しいながらも温かく評価をしている。
松村治子
北村の妻（「北村太郎」は筆名であり本名ではないため、治子の苗字は「北村」ではない）。夫の不倫を知り、精神を病むようになる。しかし、離婚には断固反対している。
松村優有子
北村と治子の娘。出版社に勤めている。父を慕っている。
阿子
北村と明子の関係が終わった後に北村にできた恋人。ファンとして初めて北村と出会ったときは高校生だった。その後、看護婦になる。
田村隆一
詩人。詩誌『荒地』のメンバー。カリスマ性はあるが、自己中心的な性格。最近は泥酔状態で明子をなじり、明子に辟易されている。
本庄梢
明子が家を出た後に田村隆一にできた愛人。出版社の事務員。家事が苦手。
松村尚
北村と治子の息子。大学生。
田所稔・みち代
加島匡夫の友人の夫婦。稔は漫画家。
加島匡夫
加島祥造の次男で、北沢の友人。
最所フミ
英米語学者。
加島祥造
詩人。詩誌『荒地』のメンバー。『荒地』を刊行していた頃、最所フミと同棲していた。
三好豊一郎
詩人。詩誌『荒地』のメンバー。『北村太郎詩集』の編者。
中桐雅夫
詩人。詩誌『荒地』のメンバー。

## テレビドラマ
2016年1月9日から2月6日まで毎週土曜 22時 - 23時にWOWOWプライムの「連続ドラマW」で放送された。全5話。主演は豊川悦司。

### キャスト
- 北沢太郎 - 豊川悦司
- 三田村明子 - 鈴木京香
- 有川信夫 - 田口トモロヲ[7]
- 北沢治子 - 富田靖子
- 北沢優有子 - 川島海荷
- 北沢靭彦 - 羽村仁成
- 橋本阿子 - 村川絵梨
- 三田村貴一 - 松重豊[7]
- 本庄梢 - 前田亜季
- 北沢尚 - 千阪健介
- 田所秀夫 - 郭智博
- 田所みち代 - 橋本美和
- 加山匡夫- 山田裕貴
- 最上フミ - りりィ
- 加山孝蔵 - 斎藤歩
- 日吉豊一郎 - 春海四方
- 片桐雅夫 - PANTA

### スタッフ
- 原作 - ねじめ正一 『荒地の恋』（文春文庫刊）
- 監督 - 渡邊孝好
- 脚本 - 黒沢久子、渡邊孝好
- 音楽 - 大島ミチル
- チーフプロデューサー - 青木泰憲
- プロデューサー - 植田春菜、清水啓太郎、森重晃
- 制作協力 - ステューディオスリー
- 製作 - WOWOW、松竹撮影所

### 放送日程
| 各話   | 放送日  | サブタイトル           |
| ------ | ------- | ---------------------- |
| 第一話 | 1月09日 | 終りのない始まり       |
| 第二話 | 1月16日 | シャビー・ニューイヤー |
| 第三話 | 1月23日 | 悪の花                 |
| 第四話 | 1月30日 | 犬の時代               |
| 最終話 | 2月06日 | すてきな人生           |

| WOWOW 連続ドラマW 土曜オリジナルドラマ      | WOWOW 連続ドラマW 土曜オリジナルドラマ | WOWOW 連続ドラマW 土曜オリジナルドラマ |
| 前番組                                      | 番組名                                 | 次番組                                 |
| ------------------------------------------- | -------------------------------------- | -------------------------------------- |
| 5人のジュンコ （2015年11月21日 - 12月19日） | 荒地の恋 （2016年1月9日 - 2月6日）     | きんぴか （2016年2月13日 - 3月12日）   |